# Antonio McDyess
Antonio Keithflen McDyess (Quitman, 7 settembre 1974) è un ex cestista statunitense, professionista nella NBA.

## Carriera

### Il college e l'approdo a Denver
McDyess frequenta il college alla University of Alabama e si dichiara eleggibile per i draft NBA 1995, dopo essere diventato uno dei migliori prospetti NCAA. Viene chiamato come seconda scelta assoluta dai Los Angeles Clippers che subito dopo il draft lo cedono ai Denver Nuggets in cambio di Rodney Rogers e Brent Barry. Il suo esordio nell'NBA si rivela buono, rispettando le aspettative che c'erano su di lui, con una media di 13 punti e 7 rimbalzi. In totale gioca a Denver due stagioni con ottime prove personali, ma senza mai poter avere la soddisfazione di giocare una partita di play-off.

### Lo scambio a Phoenix e il ritorno a Denver
Nell'estate del 1997, in un complicato scambio a tre squadre che vede coinvolti anche i Cleveland Cavaliers, McDyess viene girato ai Phoenix Suns. Nonostante gli scarsi risultati conseguiti a Denver, McDyess è molto dispiaciuto della partenza dal Colorado e resta molto legato a quell'ambiente. A Phoenix la squadra è molto più competitiva che non a Denver, e Antonio è l'aggiunta fondamentale per la squadra che riesce ad approdare ai play-off dopo un anno in cui era rimasta fuori. In regular season l'asse ala/playmaker costituita da McDyess e Kidd sembra funzionare a meraviglia, ma una volta giunti ai playoff i Suns vengono eliminati già al primo turno dai San Antonio Spurs. Nell'estate del 1998 McDyess diventa free agent e tutti suppongono che rifirmerà con i Suns, visto l'alto livello della squadra e la sua futuribilità. A sorpresa di tutti invece Antonio prende contatti con la dirigenza dei Nuggets e ritorna a Denver.

### L'ascesa tra le stelle e le stagioni a Denver
A Denver McDyess è la prima opzione offensiva della squadra e produce ottime stagioni che lo portano ad avere medie degne delle migliori ali grandi della lega, dato che si assesta sui 20 punti e 10 rimbalzi di media. Nella stagione 2001-02 un grave infortunio al ginocchio costringe McDyess a giocare soltanto 10 partite. Nel frattempo il rapporto con la società si logora e nell'estate 2002 McDyess viene ceduto ai New York Knicks in cambio di Marcus Camby, Mark Jackson e i diritti su Nenê Hilario.

### Il nuovo infortunio e il ritorno a Phoenix
New York è sicura del recupero di McDyess e del fatto che lui possa a tornare ad essere la stella che era stato prima dell'infortunio. In una partita di pre-season però il ginocchio di McDyess cede di schianto e il giocatore è costretto a sottoporsi ad una nuova operazione chirurgica che lo tiene fuori dai campi per tutta la stagione 2002-03. Torna in campo l'anno successivo ma lo si vede contratto, pauroso di un contatto che gli possa danneggiare ancora il ginocchio. Dopo 18 partite giocate con i Knicks ritorna ai Suns: viene infatti ceduto, insieme ad Howard Eisley e Charlie Ward, in cambio di Stephon Marbury e Penny Hardaway. A Phoenix termina la stagione giocando altre 24 partite. Nell'estate del 2004 McDyess diventa free agent e decide di accettare l'offerta fattagli da Joe Dumars, General Manager dei Detroit Pistons.

### La finale NBA a Detroit, la cessione e il ritorno

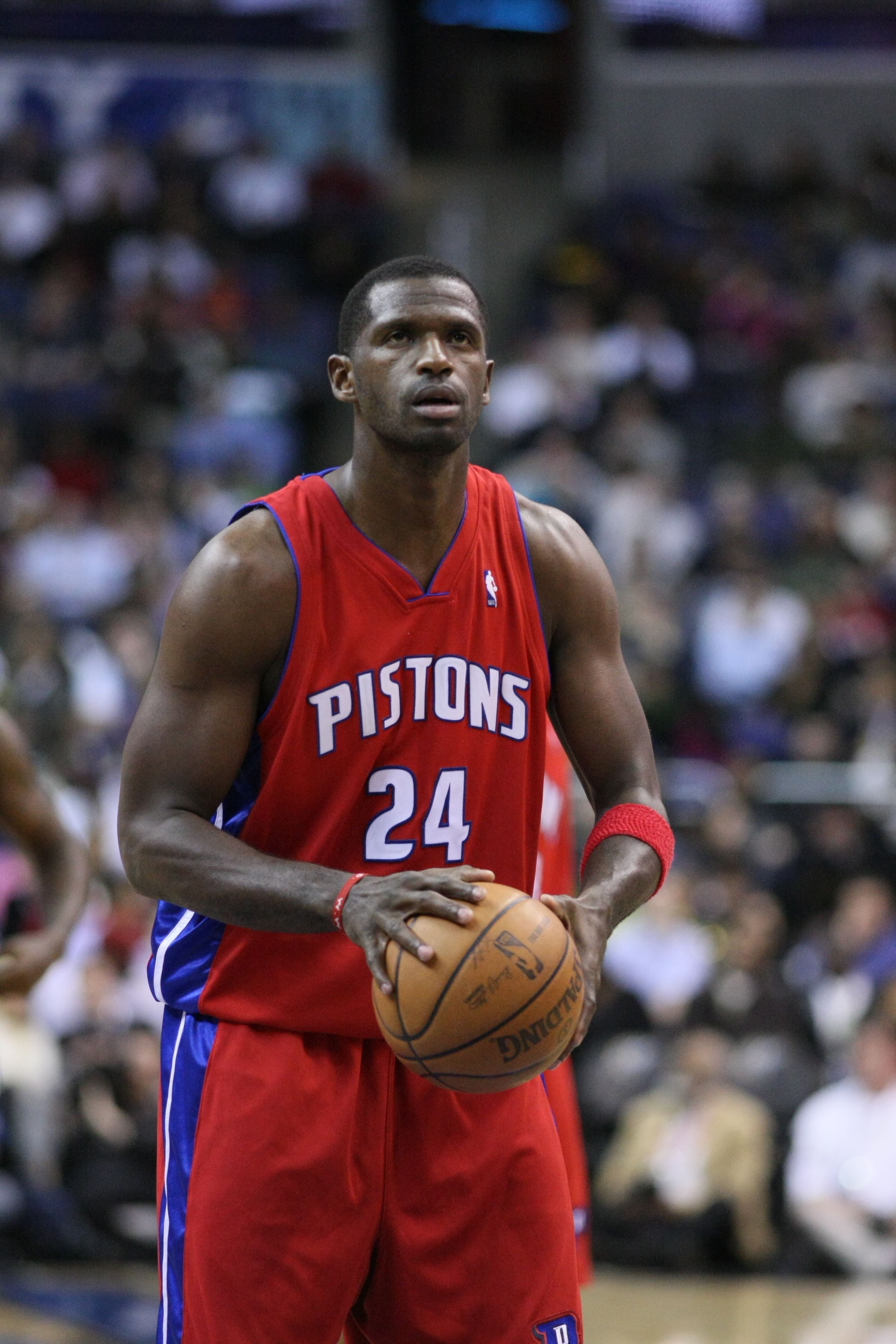
McDyess con la maglia dei Pistons.

La dirigenza di Detroit crede nella tenuta fisica di McDyess e lo mette sotto contratto dal momento che, avendo perso Mehmet Okur sul mercato, ha bisogno di un nuovo lungo di riserva. McDyess diventa così il cambio di Rasheed Wallace e Ben Wallace, garantendo alla squadra intensità anche quando i due titolari erano a riposo. La prima stagione a Detroit è molto positiva, anche se ovviamente le sue cifre calano dato il fisico segnato e l'impiego dalla panchina. La squadra raggiunge la finale e per McDyess si prospetta la possibilità di vincere un titolo, ma in una combattutissima gara 7 i San Antonio Spurs vincono per 4-3.
Il 3 novembre 2008 viene inserito nella trade che porta Allen Iverson a Detroit in cambio di Chauncey Billups. Antonio viene ceduto a malincuore dai Pistons, che non vorrebbero privarsene, ed il giocatore stesso dichiara subito di non voler tornare a Denver. McDyess chiede ed ottiene di essere tagliato dai Nuggets e il 9 dicembre 2008 torna nuovamente a Detroit.

### San Antonio
L'8 luglio 2009, grazie al suo stato di unrestricted free agent, può firmare un contratto triennale con i San Antonio Spurs.
Dopo due stagioni in Texas, il 19 dicembre 2011 risolve con un anno di anticipo il suo contratto con gli Spurs e annuncia il proprio ritiro.

### Nazionale USA
Nell'estate del 2000 è stato selezionato (dopo l'indisponibilità per infortunio di Tim Duncan) dalla nazionale statunitense per i Giochi della XXVII Olimpiade, dove ha vinto la medaglia d'oro.

## Statistiche

### College
| Anno      | Squadra            | PG | PT | MP   | TC%  | 3P% | TL%  | RP   | AP  | PRP | SP  | PP   |
| --------- | ------------------ | -- | -- | ---- | ---- | --- | ---- | ---- | --- | --- | --- | ---- |
| 1993-1994 | Alabama Crim. Tide | 26 | 15 | 23,8 | 56,4 | -   | 53,3 | 8,1  | 0,4 | 1,1 | 1,5 | 11,4 |
| 1994-1995 | Alabama Crim. Tide | 33 | 33 | 26,1 | 51,2 | 0,0 | 66,7 | 10,2 | 0,6 | 0,8 | 2,0 | 13,9 |
| Carriera  | Carriera           | 59 | 48 | 25,1 | 53,3 | 0,0 | 62,5 | 9,3  | 0,5 | 1,0 | 1,8 | 12,8 |

### NBA

#### Regular Season
| Anno      | Squadra           | PG    | PT  | MP   | TC%  | 3P%  | TL%  | RP   | AP  | PRP | SP  | PP   |
| --------- | ----------------- | ----- | --- | ---- | ---- | ---- | ---- | ---- | --- | --- | --- | ---- |
| 1995-1996 | Denver Nuggets    | 76    | 75  | 30,0 | 48,5 | 0,0  | 68,3 | 7,5  | 1,0 | 0,7 | 1,5 | 13,4 |
| 1996-1997 | Denver Nuggets    | 74    | 73  | 34,7 | 46,3 | 17,1 | 70,8 | 7,3  | 1,4 | 0,8 | 1,7 | 18,3 |
| 1997-1998 | Phoenix Suns      | 81    | 81  | 30,1 | 53,6 | 0,0  | 70,2 | 7,6  | 1,3 | 1,2 | 1,7 | 15,1 |
| 1998-1999 | Denver Nuggets    | 50    | 50  | 38,7 | 47,1 | 11,1 | 68,0 | 10,7 | 1,6 | 1,5 | 2,3 | 21,2 |
| 1999-2000 | Denver Nuggets    | 81    | 81  | 33,3 | 50,7 | 0,0  | 62,6 | 8,5  | 2,0 | 0,9 | 1,7 | 19,1 |
| 2000-2001 | Denver Nuggets    | 70    | 70  | 36,5 | 49,5 | -    | 70,0 | 12,1 | 2,1 | 0,6 | 1,5 | 20,8 |
| 2001-2002 | Denver Nuggets    | 10    | 10  | 23,6 | 57,3 | -    | 81,8 | 5,5  | 1,8 | 1,0 | 0,8 | 11,3 |
| 2003-2004 | N.Y. Knicks       | 18    | 6   | 23,4 | 45,8 | -    | 57,9 | 6,6  | 1,1 | 0,7 | 0,6 | 8,4  |
| 2003-2004 | Phoenix Suns      | 24    | 14  | 21,1 | 48,4 | -    | 51,6 | 5,8  | 0,7 | 1,0 | 0,5 | 5,8  |
| 2004-2005 | Detroit Pistons   | 77    | 8   | 23,3 | 51,3 | 0,0  | 65,6 | 6,3  | 0,9 | 0,6 | 0,7 | 9,6  |
| 2005-2006 | Detroit Pistons   | 82    | 0   | 21,1 | 50,9 | 0,0  | 55,7 | 5,3  | 1,1 | 0,6 | 0,6 | 7,8  |
| 2006-2007 | Detroit Pistons   | 82    | 3   | 21,1 | 52,6 | -    | 69,1 | 6,0  | 0,9 | 0,7 | 0,8 | 8,1  |
| 2007-2008 | Detroit Pistons   | 78    | 78  | 29,3 | 48,8 | 0,0  | 62,2 | 8,5  | 1,1 | 0,8 | 0,7 | 8,8  |
| 2008-2009 | Detroit Pistons   | 62    | 30  | 30,1 | 51,0 | -    | 69,8 | 9,8  | 1,3 | 0,7 | 0,8 | 9,6  |
| 2009-2010 | San Antonio Spurs | 77    | 50  | 21,0 | 47,9 | 0,0  | 63,2 | 5,9  | 1,1 | 0,6 | 0,4 | 5,8  |
| 2010-2011 | San Antonio Spurs | 73    | 16  | 19,0 | 49,1 | 0,0  | 67,5 | 5,4  | 1,2 | 0,5 | 0,5 | 5,3  |
| Carriera  | Carriera          | 1.015 | 645 | 27,6 | 49,7 | 11,7 | 67,0 | 7,5  | 1,3 | 0,8 | 1,1 | 12,0 |

#### Playoffs
| Anno     | Squadra           | PG  | PT | MP   | TC%  | 3P% | TL%  | RP   | AP  | PRP | SP  | PP   |
| -------- | ----------------- | --- | -- | ---- | ---- | --- | ---- | ---- | --- | --- | --- | ---- |
| 1998     | Phoenix Suns      | 4   | 4  | 36,8 | 47,7 | -   | 64,3 | 13,3 | 1,0 | 0,5 | 1,5 | 17,8 |
| 2005     | Detroit Pistons   | 25  | 0  | 19,8 | 48,6 | -   | 69,4 | 5,9  | 0,8 | 0,6 | 0,9 | 8,0  |
| 2006     | Detroit Pistons   | 18  | 0  | 20,6 | 55,9 | 0,0 | 54,8 | 6,1  | 0,6 | 0,4 | 0,7 | 7,6  |
| 2007     | Detroit Pistons   | 16  | 0  | 22,1 | 34,9 | 0,0 | 73,1 | 7,1  | 1,1 | 0,7 | 0,9 | 5,8  |
| 2008     | Detroit Pistons   | 17  | 11 | 27,5 | 53,8 | -   | 82,1 | 7,4  | 0,9 | 0,6 | 0,5 | 8,9  |
| 2009     | Detroit Pistons   | 4   | 4  | 34,0 | 52,3 | -   | 100  | 8,5  | 0,5 | 0,5 | 0,8 | 13,0 |
| 2010     | San Antonio Spurs | 10  | 10 | 24,7 | 53,2 | -   | 100  | 6,8  | 1,2 | 0,2 | 0,7 | 6,8  |
| 2011     | San Antonio Spurs | 6   | 6  | 24,2 | 41,7 | -   | 57,1 | 5,0  | 1,3 | 0,3 | 0,8 | 5,7  |
| Carriera | Carriera          | 100 | 35 | 23,6 | 48,7 | 0,0 | 68,9 | 6,8  | 0,9 | 0,5 | 0,8 | 8,1  |

## Palmarès
- NBA All-Rookie First Team (1996)
- All-NBA Third Team (1999)
- NBA All-Star (2001)